# Ulee Blang (Bubon)
Ulee Blang is een bestuurslaag in het regentschap Aceh Barat van de provincie Atjeh, Indonesië. Ulee Blang telt 143 inwoners (volkstelling 2010).